# 線上交易處理
線上交易處理（OLTP, Online transaction processing）是指透過資訊系統、電腦網路及資料庫，以線上交易的方式處理一般即時性的作業資料，和更早期傳統資料庫系統大量批次的作業方式並不相同。OLTP通常被運用於自動化的資料處理工作，如訂單輸入、金融業務…等反覆性的日常性交易活動。
和其相對的是屬於決策分析層次的線上分析處理（OLAP）。